# Argentinische Badmintonmeisterschaft 1998
Die Argentinische Badmintonmeisterschaft 1998 fand vom 23. bis zum 25. Mai 1998 in Mar del Plata statt. 

## Titelträger
| Disziplin    | Sieger                          |
| ------------ | ------------------------------- |
| Herreneinzel | Jorge Meyer                     |
| Dameneinzel  | Rosa Tito Rigau                 |
| Herrendoppel | Jorge Meyer Oscar Malamud       |
| Damendoppel  | Lorena Bugallo María José Avila |
| Mixed        | Jaroslaw Klysz Leticia Scrocca  |